# Fontaine-lès-Cappy
Fontaine-lès-Cappy è un comune francese di 46 abitanti situato nel dipartimento della Somme nella regione dell'Alta Francia.

## Società

### Evoluzione demografica
Abitanti censiti